# Otschkyne
Otschkyne (ukrainisch Очкине; russisch Очкино Otschkino) ist ein Dorf im Nordwesten der ukrainischen Oblast Sumy mit etwa 500 Einwohnern (2004).

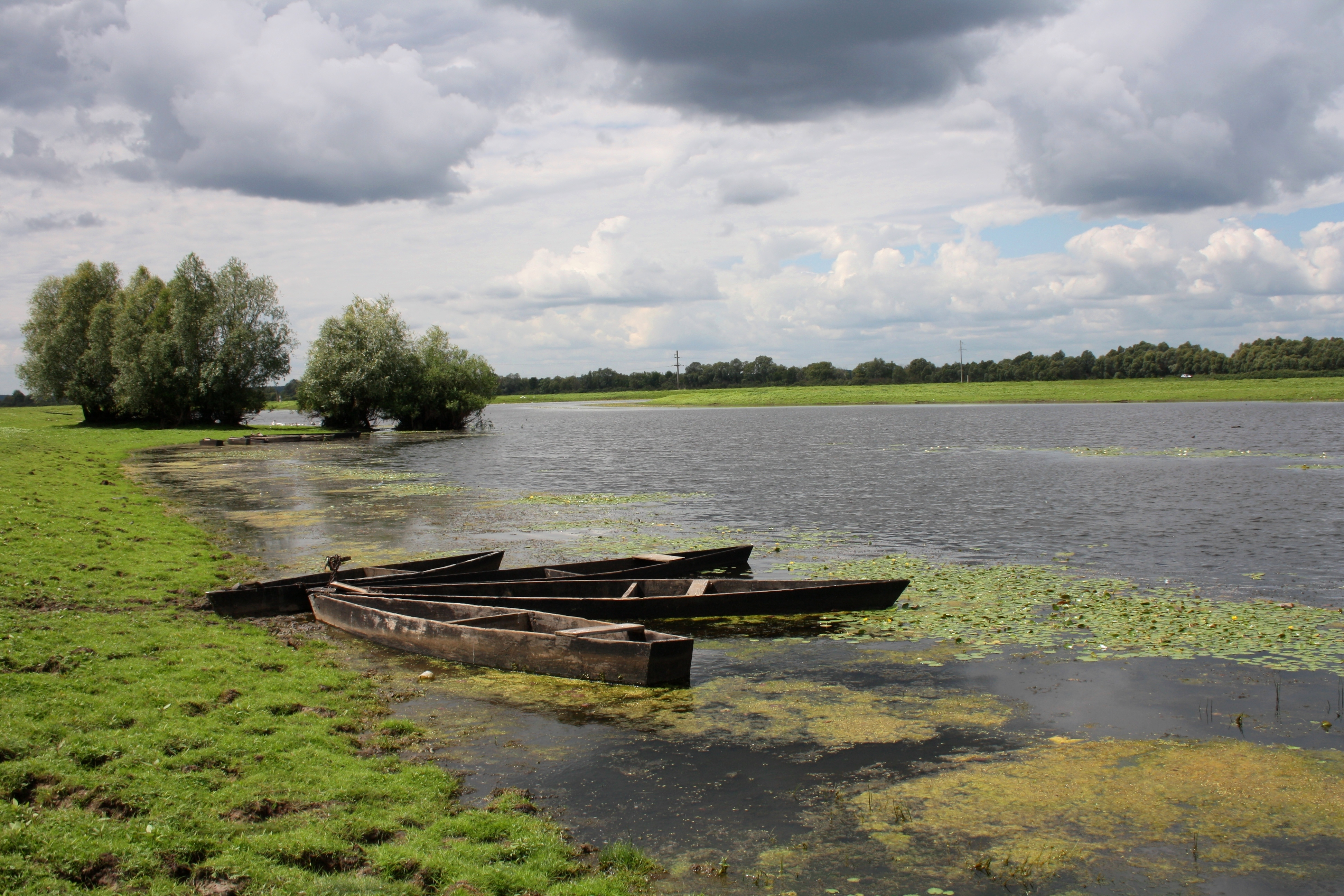
Flussufer beim Ort

## Geographische Lage
Die Ortschaft liegt am linken Ufer der Desna, die hier sehr gewunden verläuft und daher viele Altarme und Feuchtgebiete aufweist. Das ehemalige Rajonzentrum Seredyna-Buda befindet sich 52 km östlich und das Oblastzentrum Sumy 245 km südöstlich von Otschkyne.

## Gemeinde
Am 30. August 2016 wurde das Dorf ein Teil der neugegründeten Siedlungsgemeinde Snob-Nowhorodske, bis dahin bildete es zusammen mit den Dörfern Schurawka (Журавка) und Krasnojarske (Красноярське) die gleichnamige Landratsgemeinde Otschkyne (Очкинська сільська рада/Otschkynska silska rada) im Westen des Rajons Seredyna-Buda.
Am 17. Juli 2020 kam es im Zuge einer großen Rajonsreform zum Anschluss des Rajonsgebietes an den Rajon Schostka.